# Eridolius lineiger
Eridolius lineiger là một loài tò vò trong họ Ichneumonidae.